# Aunu'u
Đảo Aunu'u' là một hòn đảo núi lửa nhỏ ngoài khơi bờ biển đông nam của Tutuila thuộc American Samoa. Nó có diện tích 374,83 ha (0,59 dặm vuông; 1,52 km2) và dân số theo điều tra năm 2000 là 476 người. Về hành chính, đảo thuộc quận Đông, một trong những đơn vị hành chính đầu tiên của American Samoa.
Faimulivai Marsh là một đầm lầy nước ngọt trên đảo Aunu'u, vốn là miệng núi lửa và là vùng đất ngập nước lớn nhất trên lãnh thổ hải ngoại American Samoa. Nó được hình thành từ hệ thống thoát nước của miệng núi lửa thấp.